# El Charal (paroisse civile)
Pour les articles homonymes, voir El Charal et Charal.
El Charal est l'une des trois paroisses civiles de la municipalité d'Unión dans l'État de Falcón au Venezuela. Sa capitale est El Charal.

## Géographie

### Démographie
Hormis sa capitale El Charal, la paroisse civile comporte plusieurs localités dont :
- Cabezo de Toro
- Cantarrana
- El Charal
- El Tigrito
- El Torito
- La Carretera
- La Taza
- Palmichal
- San Gabriel